# Morinda tenuiflora
Morinda tenuiflora är en måreväxtart som först beskrevs av George Bentham, och fick sitt nu gällande namn av Julian Alfred Steyermark. Morinda tenuiflora ingår i släktet Morinda och familjen måreväxter. Inga underarter finns listade i Catalogue of Life.